# Шестдесет и първи конгрес на Македонската патриотична организация
Шестдесет и първият конгрес на Македонските патриотични организации (МПО) се провежда от 4 до 6 септември 1982 година в Торонто, Онтарио, Канада. Конгресът е посветен на 220-годишнината от написването на История славянобългарска, 110-годишнината от рождението и 80-годишнина от смъртта на Гоце Делчев, както и 60-годишнина от основаването на МПО. Официалният гост на конгреса Артър Игълтън, кмет на Торонто, подкрепя дейността на организацията.
По време на конгреса се отправят остри критики срещу антибългарските публикации в Скопие и Белград. Наблюдава се намаляване критичността към Народна Република България. По време на заседанията Петър Ацев получава сърдечен удар и на път за болницата умира, което прави невъзможно продължаването на конгреса. Цялостната оценка на конгреса е, че изиграва положителна роля в живота на организацията. Въпреки това противопоставянето на Детройт и Торонто като центрове на организацията продължава.